# Scordyliodes preciosa
Scordyliodes preciosa är en fjärilsart som beskrevs av J. Peter Maassen 1890. Scordyliodes preciosa ingår i släktet Scordyliodes och familjen mätare. Inga underarter finns listade.